# Street (Capo Plaza)
Street è un singolo del rapper italiano Capo Plaza, pubblicato il 29 gennaio 2021 come secondo estratto dal terzo album in studio Plaza.

## Descrizione
Si tratta della settima traccia dell'album ed è caratterizzata da un campionamento del singolo Dilemma di Nelly con Kelly Rowland, a sua volta contenente un campionamento di Love, Need and Want You di Patti LaBelle.

## Classifiche
| Classifica (2021) | Posizione massima |
| ----------------- | ----------------- |
| Italia            | 4                 |